# Bulgaronethes haplophthalmoides
Bulgaronethes haplophthalmoides är en kräftdjursart som beskrevs av Albert Vandel 1967. Bulgaronethes haplophthalmoides ingår i släktet Bulgaronethes och familjen Trichoniscidae. Inga underarter finns listade i Catalogue of Life.